# Madeleine Madden
Madeleine Madden, née le 29 janvier 1997 en Australie, est une actrice australienne,.

## Biographie

### Jeunesse
Madeleine Madden grandit autour de Redfern, une banlieue du centre-ville de Sydney, et fréquente le Rose Bay Secondary College. Fille de Lee Madden (issu des peuples aborigènes Gadigal et Bundjalung), et de la commissaire d’art et écrivain Hetti Perkins (aborigène également), Madeleine a grandi dans une famille politique. Elle est l’arrière-petite-fille de l’aînée du peuple aborigène Arrernte, Hetty Perkins; et la petite-fille de l’activiste aborigène et joueur de soccer Charles Perkins. Sa tante est la réalisatrice Rachel Perkins. Elle a deux sœurs aînées et deux demi-sœurs plus jeunes, l’actrice Miah Madden et Ruby Madden. Leur père est mort dans un accident de voiture en 2003.

## Carrière
En 2010, à l’âge de 13 ans, Madden est devenue la première adolescente en Australie à prononcer une allocution devant la nation, lorsqu’elle a prononcé un discours de deux minutes sur l’avenir des Australiens autochtones. Il a été diffusé à 6 millions de téléspectateurs sur tous les réseaux de télévision gratuits en Australie,.

### Télévision
Madden a joué dans le premier drame autochtone pour adolescents en Australie, Ready for This, et dans Redfern Now, qui a été applaudi par la critique. Elle a également joué dans The Moodys, Jack Irish, My Place et The Code. En 2016, elle a joué dans la mini-série Tomorrow, When the War Began, qui est basée sur la série de livres pour jeunes adultes de John Marsden. En 2018, elle a joué Marion Quade dans la mini-série Picnic à Hanging Rock, Crystal Swan dans la mini-série télévisée Mystery Road et Immy DuPain dans la série Pine Gap. Elle a été choisie comme Egwene al’Vere dans la prochaine adaptation d’Amazon des romans de la Roue du Temps.

### Film
Madden a joué dans des courts métrages de Deborah Mailman et de Meryl Tankard et a joué avec Christina Ricci et Jack Thompson dans Around the Block. Son premier emploi d’actrice de film était à 8 ans. Elle vise à devenir réalisatrice à l’avenir. À 21 ans, Madden a fait ses débuts à Hollywood avec Sammy dans le film Dora et la Cité perdue de 2019.

## Filmographie

### Cinéma

#### Longs métrages
- 2013 : Around the Block : Williemai
- 2019 : Dora et la Cité perdue : Sammy
- À venir : Maestro : Rosie

#### Courts métrages
- 2009 : Ralph : Maddie
- 2011 : Moth : Trinni
- 2012 : The Hoarders : Lily
- 2014 : Frontier : Toora
- 2016 : Gimpsey : Jaze
- 2018 : Cooee : Ripley

### Télévision
- 2009 : My Place : Laura
- 2012–2013 : Redfem Now : Chloe (2 épisodes)
- 2014 : The Moodys : Lucy
- 2014 : Jack Irish : Dead Point (téléfilm) : Marie
- 2014 : The Code : Sheyna Smith, l’amie de Clarence (2 épisodes)
- 2015 : Ready for This (en) : Zoe Preston (13 épisodes)
- 2016 : The Weekend Shilft : Laura
- 2016 : Tomorrow, When the War Began : Corrie (6 épisodes)
- 2017 : High Life : Holly McMahon (6 épisodes)
- 2017 : Doctor Doctor : Millie
- 2018 : Picnic at Hanging Rock : Marion Quade (6 épisodes)
- 2018 : Mystery Road : Crystal Swan (6 épisodes)
- 2018 : Pine Gap : Immy Dupain (6 épisodes)
- 2018 : Terre de marées : Violca
- 2021–2025 : La Roue du Temps : Egwene Al'Vere (8 épisodes)

### Jeux vidéos
- 2021 : Ark: Survival Evolved[10] : Helena Walker/HLNA (voix)
- 2023 : Ark: Survival Ascended : Helena Walker/HLN-A (voix)